# フィゲラス付近の風景
フィゲラス付近の風景（フィゲラスふきんのふうけい、スペイン語: Paisaje cerca de Figueras、英語: Landscape Near Figueras）は、スペイン出身の芸術家サルバドール・ダリが1910年、6歳の時に描いた風景画である。

## 解説
ダリの最初期の絵画作品の1つとして知られる。
この絵は現在フロリダ州セントピーターズバーグにあるザ・ダリ（ダリ美術館）に飾られている。

## 概要
ダリは初期のキャリアにおいては印象派の画家を目指していた。この時代に描かれたのが『フィゲラス付近の風景』である。
| サブスタブ | この項目は、まだ閲覧者の調べものの参照としては役立たない、書きかけの項目です。この項目を加筆・訂正などしてくださる協力者を求めています。このテンプレートは分野別のサブスタブテンプレートやスタブテンプレート（Wikipedia:分野別のスタブテンプレート参照）に変更することが望まれています。 |